# Kent Olsson (politiker)

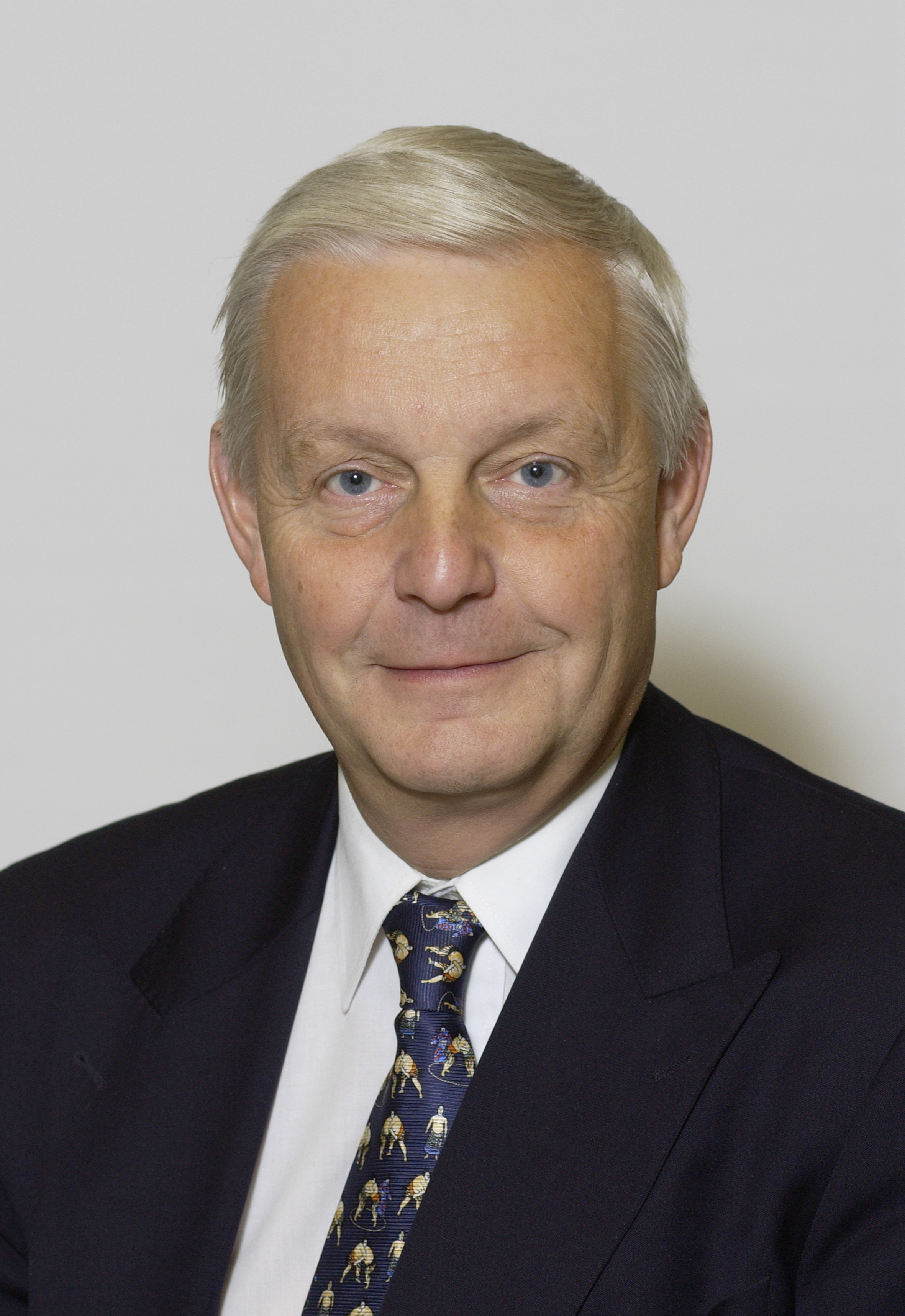
Kent Olsson, 2003.

Kent Bertil Leo Olsson, född 23 september 1944 i Karlskrona, är en svensk politiker (moderat), som var riksdagsledamot 1991–2010.
Han var bland annat ledamot i kulturutskottet, arbetsmarknadsutskottet och Nordiska rådets svenska delegation. Olsson var invald för valkretsen Västra Götalands län västra. Han är adjunkt.